# Nogales (Badajoz)
Nogales ist eine spanische Gemeinde (municipio) in der Provinz Badajoz in der Autonomen Gemeinschaft Extremadura. Die Gemeinde zählte auf einer Fläche von 80,66 km² im Jahr 2024 insgesamt 640 Einwohner.

## Lage
Die Gemeinde liegt westlich der Landschaft Tierra de los Barros rund 46 km südöstlich der Provinzhauptstadt Badajoz und 68 km südwestlich von Mérida in der Provinz Badajoz am Fuß der Sierra María Andrés.

## Sehenswürdigkeiten
- Die Burg Castillo de Nogales, eine wohlerhaltene Burg vom Typ der Castillos torrejones, bei der sich der große quadratische Hauptturm im Zentrum der ebenfalls quadratischen Anlage mit vier runden Ecktürmen befindet.[2]
- Pfarrkirche San Cristóbal